# Liba, Anhui
Liba (kinesiska: 篱笆) är en köping i östra Kina. Den ligger i Mengcheng härad i staden Bozhou i provinsen Anhui, omkring 150 kilometer nordväst om provinshuvudstaden Hefei. Antalet invånare är 40777. Befolkningen består av 19 626 kvinnor och 21 151 män. Barn under 15 år utgör 26,0 %, vuxna 15-64 år 61 %, och äldre över 65 år 12,0 %.